# Resolució 156 del Consell de Seguretat de les Nacions Unides
La Resolució 156 del Consell de Seguretat de les Nacions Unides, aprovada el 9 de setembre de 1960 després d'haver rebut un informe del Secretari General de l'Organització d'Estats Americans (OEA) relativa a una reunió de cancellers americans sobre l'aplicació de mesures contra la República Dominicana.
Després de la decisió dels membres de l'OEA de trencar relacions diplomàtiques i sancionar al règim de Rafael Leónidas Trujillo pel seu rol en el intent d'assassinat del llavors President de Veneçuela, Rómulo Betancourt, la Unió Soviètica va presentar un esborrany de la resolució. No obstant això, aquesta va ser rebutjada per altres membres del Consell a causa de l'emissió de sancions no militars.
La resolució va ser aprovada amb nou vots. La República Popular de Polònia i la Unió Soviètica es van abstenir.